# История Смоленской области
Смоленская область как административно-территориальная единица РСФСР была образована только в 1937—1938 годах. Однако территория области была одним из мест зарождения древнерусской государственности. В разные периоды территория региона входила в состав Смоленского княжества, Великого княжества Литовского, Московского царства, Речи Посполитой, пока по Андрусовскому перемирию окончательно не вошла в состав России.

## Доисторический период
Смоленщина входит в лесистый регион Верхнего Днепра. На склоне коренного берега реки Катынки, севернее железной дороги, на пашне найдены патинированные кремнёвые ножевидные пластинки позднего палеолита. Финальный палеолит и ранний мезолит представлен на многослойной стоянке Вышегора I в верховьях Днепра. У деревни Ястребы Велижского района найдены кремнёвые отщепы и кости четвертичных животных. Финальный палеолит (около 12—10 тысяч лет назад) представлен значительным количеством находок кремнёвых изделий на берегах реки Сертейки в Велижском районе и отдельными находками на берегах озера Купринского и в других местах. В эпоху среднего каменного века Смоленщина была границей неманской и бутовской культур. Судя по материалам Вышегоры I и Вышегоры III, в верховьях Днепра родственные гренским комплексы существовали на всем протяжении мезолита и лишь в позднем мезолите здесь появляется население с постсвидерскими традициями. На берегу старого русла реки Вопец (правый приток Днепра) у деревни Ломейково при изучении неолитического поселения открыты остатки поздненеолитической кремнёвой мастерской. Свайная стоянка Сертея VIII датируется возрастом 5120±120 лет назад. Жижицкая археологическая культура позднего неолита (Сертея II) относится к середине III тыс. до нашей эры.
До прихода славян здесь обитали племена среднеднепровской культуры или племена шнуровой керамики. Носителей этой культуры считают индоевропейцами. По-видимому, на Верхнем Днепре индоевропейцы вступили во взаимодействие с местными охотничьими племенами, стоящими на уровне технологий каменного века, и привели к образованию древних балтов. К эпохе бронзы относятся могильники скотоводов фатьяновской культуры.

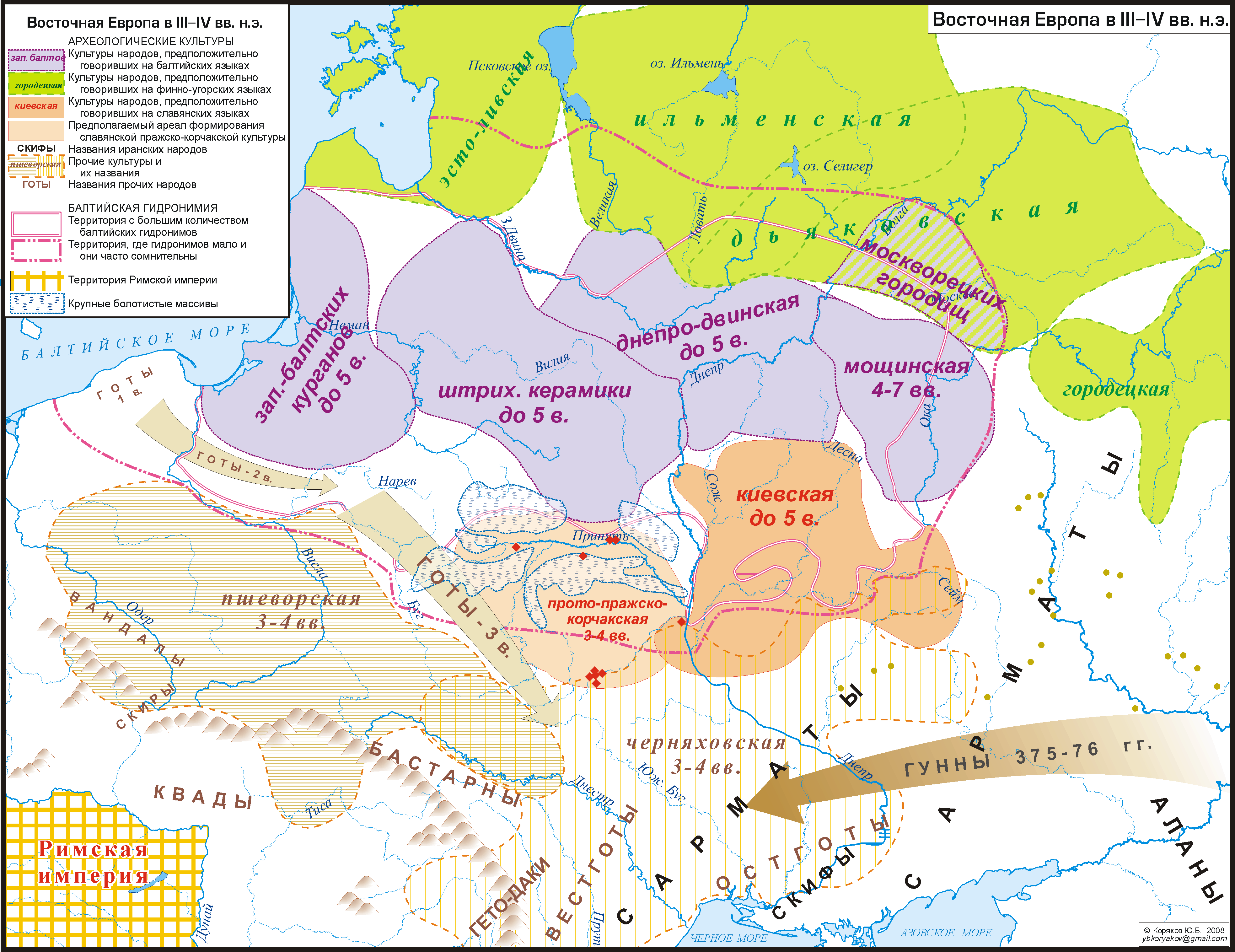
Днепро-двинская культура (фиолетовый цвет) на территории Смоленщины в III веке

Гибридный характер характеризует распространившуюся на Смоленщине в I тысячелетии до н. э. днепро-двинскую культуру (поселения-городища IV века Лестровка, Новосёлки, Новые Батеки, Демидовка), отличительной особенностью которой было использование каменных топоров и мотыг с костяными наконечниками. Ряд историков полагает, что носителей этой культуры Геродот называл андрофагами, то есть каннибалами. Действительно, отличительной особенностью этой культуры является полно отсутствие захоронений или какого-либо погребального обряда. Тем не менее, несмотря на некоторые пережитки каменного века, носители этой культуры жили в укреплённых деревнях, состоящих из землянок, умели изготавливать грубые глиняные горшки и занимались примитивным сельским хозяйством. К днепро-двинской культуре раннего железного века относится железный нож серповидной формы, найденный в Смоленске на Васильевой горе в шурфе 1 на бровке Сухого рва.
На правом берегу реки Рутавечь на селище Силуяново 1 культурной группы типа Заозерье III—IV веков, развившейся на основе верхнеднепровского варианта киевской культурно-исторической общности, ведущим типом керамики оказались грубые горшки крупных размеров, которые были украшены декором в виде расчёсов гребнем. Также археологи нашли фрагменты керамики с более изящной выделкой из тонкого теста, с заглаженной поверхностью и рёбрами на плечике, несколько пряслиц с широким отверстием и три обломка железных фибул.
В начале средневековья (IV—VII века) на территории Смоленщины появляется тушемлинская культура, которая стала субстратом для переселившихся сюда из Прибалтики славян-кривичей. Формирование тушемлинской культуры связано с великим переселением народов и проникновением с юга кельто-славяно-германских элементов зарубинецкой культуры (киевская культура). Фрагменты грубой лепной керамики, с Соборного холма Смоленска идентичны, согласно А. Н. Лявданскому, керамике с Лахтеевского городища на реке Мошне, где она датируется V—VII веками.
На рубеже VI—VIII веков на территории Смоленщины появляются славяне-кривичи, которые образуют единую субэтническую общность с восточной Белоруссией. Заселение славянами-кривичами региона шло с севера, с территории Псковщины. Погребальная обрядность присутствует в виде длинных курганов (могильники Колодня, Вязовенька, Заборье, Купники, Сож, Кушлянщина). После рубежа VIII и IX веков в Смоленском
Поднепровье стали расселяться пришедшие с юга племена культуры круглых курганов, характерной для восточных славян. В Колодне на склоне коренного берега между Днепром и песчаным карьером находятся 16 курганов различной формы, датируемых VII—IX веками. Вдоль правого берега Днепра цепочкой расположены 10 насыпей, датированных VIII—X веками. В верховьях реки Сож у деревень Кушлянщина и Кощино находятся курганы IX — начала XI века. В Ковшарском городище (Покровка) IX—XI веков на правом берегу реки Сож недалеко от Смоленска найдено писа́ло типа 4. На городище Ковшары жители занимались кузнечным, гончарным, бондарным, косторезным, ювелирным и литейным производствами, обработкой дерева, кожи и, вероятно, кости.
Найденные в Гнёздовском археологическом комплексе луннические височные кольца «нитранского типа» свидетельствуют о знакомстве гнёздовских мастеров с великоморавской ювелирной традицией. Находки в Гнёздове колец с гроздевидной подвеской, лучевых височных колеца (рубеж IX—X веков), ранней гончарной керамики (20—30-е годы X века) свидетельствуют о миграции в Верхнее Поднепровье групп славянского населения из дунайских земель (Великой Моравии), захваченных венграми.

## Древнерусский период
В недатированной части «Повести временных лет» Смоленск впервые упоминается как центр племенного союза кривичей. Согласно Устюжскому (Архангелогородскому) своду под условным 863 годом, Аскольд и Дир в походе из Новгорода в Царьград обошли Смоленск стороной, так как он был сильно укреплён и многолюден. Достоверность этого упоминания сомнительна, так как Устюжский свод был составлен более, чем через 600 лет после событий IX века. Согласно «Повести временных лет», в условном 882 году Смоленск был захвачен и присоединён к Древнерусскому государству князем Олегом:
Поиде Олгъ, поемъ вои свои многы: варягы, чюдь, словѣны, мѣрю, весь, кривичи. И прия городъ Смольнескъ и посади в нем мужь свой.
Эта ранняя летописная дата не рассматривается как доказательство существования Смоленска уже в IX века (Начальный летописный свод был составлен только в конце XI века), так как археологических следов существования города на Соборной горе (исторический центр Смоленска) ранее второй половины XI века нет.
В 15 км к западу от центра Смоленска расположен крупный Гнёздовский археологический комплекс, включающий остатки торгово-ремесленного поселения и большое число курганов. Основной период их создания определяется Х — началом XI века. Детали погребального обряда комплекса указывают на этническую (славяне, скандинавы и др.) и социальную (знать, воины, ремесленники и др.) неоднородность населения. Центральное поселение Гнёздова возникло на рубеже IX и X веков и являлось ремесленно-торговым центром на пути «из варяг в греки» или его части.
Контакты местных гончаров с населением других регионов позволил выявить анализ состава формовочных масс керамических сосудов. В Гнёздове, Новосёлках и на памятниках культуры смоленских длинных курганов (КСДК) в Слободе Глушице зафиксировано присутствие населения, отличного от местного в культурном отношении. Культурная неоднородность населения Гнёздова и Рокота проявилась в различных способах конструирования начинов. В Смоленском Поднепровье аналогичная гнёздовской раннекруговая керамика из круглых курганов с кремациями (трупосожжениями) в Сумароково, Доброселье, Куприно и Катыни I имеет не только внешнее сходство с гнёздовской керамикой, но и принадлежит к тем же видам и вариантам естественной структуры форм, в том числе к варианту с несформированным плечом, значительно преобладающим в Гнёздове. Находки керамики со смешением традиций применения примеси дресвы и шамота указывают на неоднородность населения и на проникновение в ареал культуры смоленских длинных курганов (Слобода Глушица, Новосёлки) выходцев из области господства южных (роменских) гончарных традиций. Гончары, производившие лепную и круговую посуду, использовали донно-ёмкостную программу изготовления начинов с помощью спирального налепа из жгутов. Контакты между представителями этих групп гончаров проявились в заимствовании друг у друга некоторых орнаментальных традиций.
При раскопке кургана № 13 в Лесной группе Гнёздова на глиняной корчаге (кувшине) была найдена древнейшая известная древнерусская кириллическая надпись, датируемая второй четвертью — серединой X века. Найденные на городище Монастырёк и в курганах Гнёздова луннические височные кольца «нитранского типа» свидетельствуют о знакомстве днепровских мастеров с великоморавской ювелирной традицией. Фельс 814 года чеканки в жилище 2 сочетался с гончарной посудой X века. Многие исследователи рассматривали Гнёздовский комплекс как древний Смоленск, перенесённый затем на новое место, что должно было объяснить отсутствие археологических слоёв до XI века в самом Смоленске. Согласно другой точке зрения, Гнёздово было погостом — местом пребывания дружины и сбора дани, а Смоленск существовал в это же время и являлся племенным центром кривичей. В 950-х — первой половине 960-х годов Гнёздово подверглось военному разгрому, сопровождавшемуся уничтожением высшего слоя гнёздовской элиты. На возможный насильственный характер этих изменений указывает выпадение целой группы кладов в 950 — начале 960-х годов. Возможно, установление прямой зависимости Гнёздова от центральной киевской власти в эпоху начала княжения Святослава Игоревича связано с процессом установления погостов и уроков (даней) княгиней Ольгой. После разорения предгородской центр в Гнёздове был быстро восстановлен и на следующие десятилетия приходится его расцвет, фиксируемый по археологическим данным.
Ещё в первой половине XX века археологи находили на Соборной горе лепную керамику в культурном слое, датируемом ими ранним периодом, но эти находки не получили должного освещения. Полевые исследования 2014—2018 годов экспедиции Института археологии РАН под руководством Н. А. Кренке в верхней части северо-восточного склона Соборной горы, на территории Троицкого монастыря и в других местах дали ряд материалов, указывающих на существование на Соборной горе обширного поселения конца 1-го тысячелетия н. э., входящего в состав крупного комплекса поселений. Эти датировки были подкреплены серией радиоуглеродных анализов. Вначале археологи обнаружили на Соборной горе слои с лепной керамикой культуры смоленских длинных курганов. На Малой Школьной улице на Соборном холме был найден культурный слой, датируемый IX—X веками. Шурф, заложенный на кромке оврага на территории Троицкого монастыря на Большой Советской улице, дал слои VIII — начала X века. Это была застройка сельского типа, где усадьбы перемежались с полями. На склоне Васильевской горы рядом с Троицким монастырём найдена лепная керамика древнее начала X века. Это сельское поселение в конце 1-го тысячелетия имело площадь более 3 га. На холме, где стоит Георгиевская церковь, также находилось поселение, как и напротив — за Днепром. Остатки кольев в частокольной канавке, датированные радиоуглеродным анализом рубежом 980—1020 годами, свидетельствуют уже о плотной застройке городского типа. Зафиксирован хронологический разрыв: на территории Смоленска известно крайне мало материалов второй половины X века — времени, на которое приходится расцвет Гнёздова. В самом Гнёздове нет слоёв ранее первой четверти X века. Находки раннего периода произведены также на правом берегу Пятницкого ручья возле его устья. Раскопки 2020 года на Соборной горе дали новые находки лепной керамики конца 1-го тысячелетия н. э. По мнению Кренке, исходя из ареала находок IX века, здесь располагалась «агломерация» из нескольких поселений, племенной центр кривичей. На всей территории распространения культуры смоленских длинных курганов такой высокой плотности поселений нигде более не встречается.
Со второй половины XI века Смоленск уже имел крупные размеры. Он был вытянут вдоль Днепра, простираясь от Малой Рачевки на востоке до Пятницкого ручья на западе и верховьев Смолигова оврага на юге, и имел площадь 1×2 км (200 га). Однако согласно письменным источникам, политическое значение Смоленска по сравнению с раннегородским центром в Гнёздове было скромным: после учреждения Смоленского княжества в 1054 году на смоленский стол сажали не являвшихся самостоятельными политическими фигурами самых младших сыновей Ярослава Мудрого — Вячеслава и Игоря, а после смерти Игоря в 1060 году в Смоленске вообще не было князя не менее 15 лет.
В XII веке независимое Смоленское великое княжество переживает свой расцвет, занимая при этом большую часть территории Смоленской области. В Смоленске найдено 16 берестяных грамот. Также Смоленск упомянут в найденной в Великом Новгороде в берестяной грамоте № 1106, датирующейся второй половиной XII века. В Гнёздове пока найдены только писа́ла. В Ковшарском городище IX—XI веков на правом берегу реки Сож недалеко от Смоленска найдено писа́ло типа 4. В Смоленске при изучении руин трапезной палаты был найден гранитный валун на котором в месте скола плоскости был высечен двузубец и четырёхстрочная надпись вокруг неё, являющаяся комментарием к данному изображению: «СТЕПАНЪ ТИВУНЪ НА^АЛЪ П(Я)ТНЪ РОСТИСЛАВЛЬ», датируемая по палеографическим особенностям последними десятилетиями XII — началом XIII века. Двузубец на смоленском камне назван «п(я)тн(о)». Впервые изображение двузубца и его название оказались рядом. В древнерусских письменных источниках пятном назывались знаки, которыми отмечалось имущество.
В 1229 году между Смоленским, Витебским и Полоцким княжествами с одной стороны и Ригой и Готландом с другой стороны был заключён договор — Смоленская торговая правда.

Смоленское княжество в XIII веке (жёлтый цвет)

Татаро-монгольские войска не дошли до Смоленска, однако он с 1274 года признаёт вассальную зависимость от Золотой Орды. В XIV веке смоленский князь Иван Александрович с помощью литовцев избавляется от татаро-монгольского ига. В результате в смоленские земли в 1340 году вторгается московско-рязанско-татарское войско. Смоленские князья колеблются между Литвой и Москвой.
В 1348 году смоленские воины скрещивают мечи с крестоносцами в битве при Стреве. В 1368 и 1370 годах смоленские рати участвовали в походах Ольгерда на Москву, однако вмешательство православной церкви заставило смоленских князей принять промосковскую позицию. Смоляне плечом к плечу с москвичами сражались в Куликовской битве. В 1395 году Витовт в первый раз штурмом берёт Смоленск и сажает на престол брянского князя Романа Михайловича. В 1399 году смоленские полки совместно с литовцами громят монголо-татар в битве на Ворскле.

## В составе Литвы и Речи Посполитой
В июле 1404 года литовский князь Витовт вновь захватил Смоленск и положил конец его независимости. В 1410 году смоленские полки вместе с литовцами участвуют в сражении с немецкими рыцарями.
Смоленское восстание «Великая замятня» против власти Великого княжества Литовского 1440—1442 годов закончилось тем, что Смоленск был взят штурмом войском Казимира.
Город Козлов впервые упоминается в начале 1440-х годов.
В 1449 году между великим князем литовским Казимиром и московским великим князем Василием Тёмным был заключён договор, по которому Москва отказывалась на вечные года от Смоленска и Смоленской земли.
В ходе Ведрошской битвы 1500 года на территории Смоленщины русские войска нанесли поражение литовцам.
В 1502 году ходе русско-литовской войны 1500—1503 годов русское войско безуспешно осаждало Смоленск.
В 1508 году Смоленск стал центром Смоленского воеводства Великого княжества Литовского.
Осады Смоленска в 1513—1514 годах закончились тем, что 31 июля 1514 год литовский гарнизон сдался, и 1 августа русское войско торжественно вступило в Смоленск. Позднее и другие смоленские земли перешли к Русскому государству.
В 1565 году Смоленск вошёл в состав последней земщины.
В 1610 году на Смоленской земле происходит битва при Клушине, в результате которой польским войскам открывается путь на Москву. После освобождения Москвы от поляков, королевич Владислав не оставил попыток занять российский престол и в 1617 году он избрал Смоленск базой для своего похода на Москву. После Смутного времени, согласно Деулинскому перемирию 1618 года, смоленская земля перешла к Речи Посполитой. Начала формироваться смоленская шляхта. В ходе Смоленской войны (1632—1634) Россия не смогла вернуть себе смоленские земли.

## В составе Российского государства
Окончательно Смоленская земля вошла в состав России в 1654 году в результате русско-польской войны.
Смоленская губерния образована в 1708 году. В XVIII веке на территорию Смоленщины переселяются евреи-хасиды и создают духовный центр Хабад. В 1812 году через Смоленск на Москву ринулись полчища Наполеона, поэтому здесь произошло одно из первых сражений на русской земле, в котором французам удалось одержать верх.
К моменту отмены крепостного права (1861 г.) губерния занимала I место в Российской Империи по процентному соотношению крепостного населения (69,07 %).
В конце XIX века край охватила индустриализация. В 1868 году в Рославле был создан вагоноремонтный завод, а в 1870 году Смоленск был соединён с Москвой железнодорожным сообщением.

## Советский период
С апреля 1918 года Смоленск стал центром Западной области РСФСР.
На основании решения Северо-Западной областной конференции РКП(б), проходившей 30—31 декабря 1918 года в городе Смоленске, провозглашалось создание Советской Социалистической Республики Белоруссия (ССРБ) в границах Витебской, Могилёвской, Гродненской, Минской губерний, белорусских уездов Виленской и Ковенской губерний, западных уездов Смоленской губернии. Созданное Временное рабоче-крестьянское советское правительство Белоруссии во главе с Д. Ф. Жилуновичем в ночь с 1 на 2 января 1919 года опубликовало манифест, провозгласивший образование Советской Социалистической Республики Белоруссия в составе РСФСР. 7 января 1919 года правительство переехало из Смоленска в занятый красными частями Минск, который стал столицей республики. 16 января 1919 года решением ЦК РКП(б) Смоленская, Витебская и Могилёвская губернии были переданы в состав РСФСР.
Решением ЦИК СССР с 1 октября 1929 года была образована Западная область с центром в Смоленске, в состав которой вошли территории Смоленской, Брянской и Калужской губерний, часть территории Тверской и Московской губерний и Великолукский округ Ленинградской области. В 1920-е гг. в Смоленске был построен завод по производству самолётов.
Постановлением ЦИК СССР 27 сентября 1937 года Западная область была упразднена. Из состава Западной и Курской областей были образованы Смоленская, Орловская и Курская области. Смоленская область с центром в городе Смоленске вновь стала самостоятельной территориально-административной единицей в составе РСФСР. Первоначально область имела 49 районов, затем до войны добавилось ещё 5 районов.
В 1940 году в области произошёл Катынский расстрел пленных польских офицеров.
Во время Великой Отечественной войны Смоленская область дважды, в 1941 и в 1943 годах, стала ареной жестоких сражений, сопровождавшихся огромными разрушениями и жертвами не только военных, но и мирного населения. Чудовищными зверствами сопровождались и две два года немецкой оккупации. Если на начало 1941 года население области составляло более 1 950 тысяч человек, то к концу 1943 года — менее 900 тысяч человек, и даже с учетом вернувшихся из эвакуации к концу 1946 года не превышало 1 240 тысяч человек.
В июле 1941 года территория Смоленской области подверглась вторжению немецких войск и была оккупирована. 16 июля 29-я моторизованная дивизия из группы Гудериана ворвалась в Смоленск, где завязались упорные бои с защитниками города. 1 июля 1942 года фашисты убили 158 жителей села Каспля-2 на Кукиной горе. Всего за период оккупации гитлеровцы уничтожили более 350 тысяч смолян, более 81 тысячи угнали в Германию. 25 сентября 1943 года в результате наступления Красной Армии территория Смоленской области была освобождена.
Экономика Смоленской области за время боевых действий и оккупации была практически полностью уничтожена, выжившее население ещё много лет после войны испытывало большие трудности.
Ещё одним неблагоприятным следствием войны стала минная опасность: в земле остались сотни тысяч мин и неразорвавшихся боеприпасов. С 1944 по 1946 годы производилась работа по сплошному разминированию всей территории области, которую вели как воинские сапёрные части, так и подготовленные специалисты из числа местного населения. За первые 5 месяцев 1944 года было обезврежено ок. 740 тысяч мин, за 1945 год — 296 тысяч, за 1946 год — 2 550 тысяч. По неполным данным, за 1944—1946 года на минах погибли 242 жителя, 385 получили ранения. Потери сапёров на Смоленщине за это время составили 33 погибших и 47 раненых. Однако и затем ежегодно из земли извлекаются взрывоопасные предметы времён войны (например, в 2016 году найдено и обезврежено 1775 единиц), имеют место факты увечий и гибели людей при подрывах.
В 1944 году из Смоленской области были переданы 13 районов во вновь образованную Калужскую область и 3 района в Великолукскую область и Смоленская область приобрела современные границы.
После войны индустриализация продолжилась, появился предприятия по производству электромоторов.
В 1968 году город Гжатск был переименован в Гагарин.
В 1976 году было начато строительство Смоленской АЭС.
В конце 1980-х годов в Смоленской области ведущей отраслью оставалось сельское хозяйство, а выходцы из сельской местности численно преобладали в органах власти. Так, 54,9 % избранных 26 марта 1989 года народных депутатов Смоленского областного совета работали в сельском хозяйстве.
Война в Афганистане оказала заметное влияние на регион — в Афганистане воевали тысячи смолян, десятки из них погибли. На 1988 год в Смоленской области проживали 37 инвалидов, 156 раненых на этой войне, 87 семей погибших военнослужащих, а также 2672 участника Афганской войны.
К началу Перестройки Смоленская область была спокойным регионом. В 1969—1987 годах область фактически возглавлял первый секретарь областного комитета КПСС И. Е. Клименко. Позиции КПСС в области были очень сильны. В 1986 году в Смоленской области в КПСС состояли 81800 чел., а в ВЛКСМ — 138 729 чел.. Под влиянием политики гласности лишь в 1988 году в Смоленской области появляются дискуссионные клубы, причем зачастую они создаются при партийных комитетах (например, в Десногорске). В декабре 1988 года при Смоленском государственном педагогическом институте возник дискуссионный клуб «Аргумент», в который вошли преподаватели вуза, а также студенты (в том числе из ГДР). С 1989 года в области появляются первые оппозиционные общественные неформальные организации. В июле 1989 года в Смоленске была создана инициативная группа «За Смоленский народный фронт». Эта организация в декабре того же года поддержала Межрегиональную депутатскую группу и раскритиковала смоленский обком КПСС. 25 февраля 1990 года Смоленский народный фронт провёл митинг в областном центре под российским трёхцветным флагом, на котором собрались около 8 тыс. человек. В апреле того же года Смоленский народный фронт начал издавать свою газету «Сход», но выпустить удалось только 6 номеров. 24 августа 1990 года Смоленский народный фронт был официально зарегистрирован. Это была первая общественная организация области, которая открыто заявила о своей оппозиционности КПСС. Однако Смоленский народный фронт оказался очень слаб. Уже в 1990 году из него вышел ряд членов, а в июне 1991 года он стал учредителем Смоленской городской организации «Демократическая Россия». 24 апреля 1991 года было зарегистрировано смоленское отделение «Демократическая Россия». В 1990—1991 годах в Смоленской области возникли небольшие отделения новых оппозиционных советских партий — Ершичская территориальная организация Социал-демократической партии России, смоленские отделения Свободной демократической партии России, Республиканской партии России, Российского христианско-демократического движения, Православно-патриотической партии России, сычевское отделение Партии конституционных демократов.
Выступление ГКЧП в августе 1991 года не было поддержано смоленскими организациями КПСС. Только два районных комитета КПСС (Холм-Жирковский и Ершичский) приняли решения в поддержку ГКЧП. При этом Смоленскому областному комитету КПСС ЦК КПСС 20 августа 1991 года перечислило 3,2 млн руб.. Вообще областной комитет располагал огромными денежными средствами по сравнению с подчинёнными ему районными и городскими комитетами. Счета партийных органов находились в коммерческом банке «Днепр», где на 12 сентября 1991 года у Смоленского обкома было 7 млн 163 тыс. руб., а у городского комитета КПСС Смоленска менее 41 тыс. руб.
Не поддержали ГКЧП и областные органы власти. Их позиция была двойственной. Президиум Смоленского областного совета народных депутатов 20 августа 1991 года принял «Обращение президиума областного совета народных депутатов к населению области», в котором осудил ГКЧП. В тот же день Смоленский облисполком проинформировал Контрольное управление президента РСФСР о том, что он исполняет президентские указы. Однако Президиум Областного совета народных депутатов не стал пресекать распространение документов ГКЧП и некоторые районные газеты печатали их до 22 августа 1991 года.

## Современность
После распада СССР в Смоленской области наметилась тенденция к вымиранию населения. Убыль населения в год составляет 8 тыс. человек. Приходит в упадок сельское хозяйство: около 60 % пахотных земель не обрабатывается. Сельхозпродукция импортируется из соседней Белоруссии. Вместе с этим наблюдается процесс роста мусульманского населения. Появились на Смоленщине и мормоны